# Paluba
Paluba je stalni pokrov preko odjeljka ili trupa broda to jest vodoravne ljuske trupa broda, koje u vojevima čine limovi palube. Na brodu ili čamcu, glavna paluba je vodoravna struktura koja tvori 'krov' trupa, koji jača trup i služi kao glavna radna površina. Plovila često imaju više od jedne palube kako unutar trupa te na nadgrađu iznad glavne palube koji su slični podovima višekatnih zgrada, a koji se također nazivaju palube, kao što su i pojedini odjeljci i palube izgrađeni nad određenim područjima nadgrađa.

## Vrste paluba
Vrste paluba su:
- Paluba nadvođa je glavna paluba, paluba do koje se računa nadvođe.
- Gornja paluba je najgornja paluba neprekinuta po cijeloj duljini broda.
- Donje palube su sve palube ispod gornje palube. Ako ima više donjih paluba, one se nazivaju: druga paluba, treća paluba itd., idući od gornje palub
- Proračunska paluba tj. paluba čvrstoće je paluba koja čini gornji pojas poprečnog presjeka trupa. To može biti najgornja neprekinuta paluba ili paluba srednjeg nadgrađa odgovarajuće duljine.
- Pregradna paluba je najgornja paluba do koje sežu nepropusne pregrade.
- Izložene palube su dijelovi paluba izloženi utjecaju mora.
- Paluba nadgrađa je paluba koja odozgo zatvara nadgrađe. Ako postoji više redova nadgrađa, one se nazivaju: paluba nadgrađa 1. reda, paluba nadgrađa 2. reda itd., računajući od gornje palube. Palube nadgrađa neposredno iznad najgornje neprekinute palube se nazivaju paluba kaštela, paluba mosta i paluba krmice.

## Oblik Palube
U svrhu otjecanja vode na palubi te povećanja krutosti paluba mora imati određeni oblik. Taj oblik određen je skokom i prelukom palube.

### Skok palube
Skok je uzvišenje palube u uzdužnom smjeru prema krmi i prema pramcu. Skok palube doprinosi boljoj pomorstvenosti broda, čvrstoći i izgledu trupa. Općenito na malim brodovima bez kaštela i krmice skok palube je važan i posebno velik, a kod jako velikih trgovačkih brodova s velikim nadvođem nije bitan i može se izostaviti. Skok palube na pramcu je otprilike 3 puta veći od skoka na krmi.

### Preluk palube
Preluk palube je tako zakrivljenje po širini kod kojega je da je paluba u središnjoj osi nešto uzdignutija u odnosu na bočnu oplatu. Preluk je na manjim brodovima obično visine oko 1/50 širine broda. Služi u svrhu nezadržavanja (otjecanja) vode na palubi (valovi, atmosferilije), povećanja krutosti palube, a volumen kojega osigurava brodu služi i kao rezervna istisnina (volumen).
Preluk može biti:
- zaobljeni (u obliku kružnice ili parabole) i
- trapezni.